# ميغ وين اوين
ميغ وين اوين (بالإنجليزية: Meg Wynn Owen)‏ هي ممثلة بريطانية وويلزية، ولدت في 8 نوفمبر 1939 بويلز في المملكة المتحدة.

## أعمال

### أفلام
- (2004) فانيتى فير[4][5]
- (2005) كبرياء وتحامل[6]

## وصلات خارجية
- ميغ وين اوين على موقع IMDb (الإنجليزية)
- ميغ وين اوين على موقع ألو سيني (الفرنسية)
- ميغ وين اوين على موقع أول موفي (الإنجليزية)
- ميغ وين اوين على موقع قاعدة بيانات برودواي على الإنترنت (الإنجليزية)
- ميغ وين اوين على موقع قاعدة بيانات برودواي على الإنترنت (الإنجليزية)
- ميغ وين اوين على موقع قاعدة بيانات الأفلام السويدية (السويدية)
- ميغ وين اوين على موقع قاعدة بيانات الفيلم (الإنجليزية)
- ميغ وين اوين على موقع كينوبويسك (الروسية)